# Åke Mattisson
Åke Verner Mattisson, född 29 april 1938 i Ivetofta församling, Kristianstads län, är en svensk friidrottare (mångkamp). Han vann SM-guld i tiokamp år 1969. Han tävlade för KA2 IF där han fortfarande är aktiv.